# Шукман, Гарольд
Га́рольд Шу́кман (англ. Harold Shukman; 23 марта 1931, Лондон — 11 июля 2012, Лондон) — британский историк, ведущий специалист по русской истории; писатель и переводчик. Перевёл на английский язык роман «Дети Арбата» А. Н. Рыбакова и работы Д. А. Волкогонова.

## Биография
Родился в 1931 году в Лондоне в семье эмигрантов из России Давида и Марии Шукман.
В 1951—1953 годы служил в Королевских военно-воздушных силах Великобритании в качестве переводчика с русского языка и дослужился до звания сержанта. 
В 1956 году окончил Ноттингемский университет, где в 1958 году стал старшим научным сотрудником. 
В 1960 году в получил докторскую степень по истории в Оксфордском университете за диссертацию про Бунд и год провёл в качестве постдокторанта в Гарвардском и Стэнфордском университете. В том же году он был избран младшим научным сотрудником Колледжа святого Антония Оксфордского университета, где он проработал до 1998 года и был избран почётным членом.
В 1969—1998 годы преподавал в Колледже святого Антония.
В 1981—1991 годы — директор Русского Центра Оксфордского университета. 
Являлся научным сотрудником Гарвардского и Стэнфордского университетов. На протяжении многих лет он преподавал курс русского языка для магистров Оксфордского университета.
Скончался от рака в 81 год. Похороны прошли 13 июля 2012 года на кладбище Вольверкот.

## Публикации

### Автор книг
1. Lenin and the Russian Revolution (1967, 1968)
2. Lenin’s path to power bolshevism and the destiny of Russia (1971)
3. Гарольд Шукман, Уильям Дикин, Гарри Уиллетс. A History of World Communism (1975)
4. Lenin and the Russian Revolution (1977)
5. Roy Medvedev and Harold Shukman. All Stalin’s Men (1985)
6. A.A. Gromyko and Harold Shukman. Memories (1989)
7. Dmitri Volkogonov and Harold Shukman. Stalin: Triumph and Tragedy (1991)
8. Dmitri Volkogonov and Harold Shukman. Stalin: Triumph and Tragedy (1995)
9. John Reed and Harold Shukman. Ten Days That Shook the World (1997)
10. Rasputin. — 1997. — 113 с. ISBN 978-0-7509-1529-8.
11. The Russian Revolution (1998)
12. Stalin (1999)
13. Harold Shukman, Geoffrey Elliott. Secret Classrooms (2002)
14. E.N. Kulkov, Oleg Aleksandrovich Rzheshevskii and Harold Shukman. Stalin and the Soviet-Finnish War, 1939—1940 (2002)
15. Redefining Stalinism (2003)
16. Secret Classrooms: An Untold Story of the Cold War (2006)
17. War or Revolution: Russian Jews and Conscription in Britain, 1917 (2006)
18. Railways and the Russo-Japanese War: Transporting War (2007)
19. Rasputin: An Introduction (2009)
20. Geoffrey Elliott and Harold Shukman.Secret Classrooms: An Untold Story of the Cold War (2011)
21. Agents for Change. ISBN 0-9536151-9-7.

## Главный редактор
1. The Blackwell Encyclopedia of the Russian Revolution, Basil Blackwell (New York, NY), 1988.
2. Stalin’s Generals, Grove Press (New York, NY)[5] (1993)
3. Lenin: Life and legacy (1995)
4. Agents for Change: Intelligence Services in the 21st Century (2000)
5. Stalin’s Generals, Grove Press (New York, NY) (2002)
6. Stalin and the Soviet-Finnish War, 1939-40 (2002)
7. Redefining Stalinism (2003)
8. Agents for Change: Intelligence Services in the 21st Century (2004)

## Перевод книг
1. Anatoly Rybakov. Heavy Sand (1981)
2. Anatoly Rybakov. Children of the Arbat (1988)
3. Roy Aleksandrovich Medvedev. China and the Super Powers.
4. Совместно с Максом Хейвордом и Майклом Гленни перевёл пьесы Исаака Бабеля и Евгения Шварца (1965)

## Перевод и редактирование
1. Andrei Gromyko. Memoirs (1989)
2. Dmitri Volkogonov. Stalin (1991)
3. Dmitri Volkogonov. Lenin (1994)
4. Dmitri Volkogonov. Trotsky (1996)

## Критика
- Арчи Браун, почетный профессор политологии Оксфордского университета считает Шукмана «превосходным лингвистом», «вдохновляющим учителем» и отметил, что «Он создал отличные переводы книг генерала Дмитрия Волкогонова»[1].

## Семья
- Сын — Давид Шукман[англ.].